# العلاقات الإسبانية الروسية
العلاقات الإسبانية الروسية هي العلاقات الثنائية التي تربط بين روسيا الاتحادية ومملكة إسبانيا، لروسيا سفارة في مدريد وقنصلية في برشلونة ولإسبانيا سفارة في موسكو، العلاقات بدأت في القرن السادس عشر في عصر دوقية موسكو الكبرى كعلاقات تجارية، في القرن الثامن عشر تطورت العلاقات وقامت إسبانيا بفتح سفارة لها في روسيا، في حرب السنوات السبع دخل البلدين كحليفين لفرنسا وكذلك أثناء الحرب النابليونية. بعد الثورة الروسية 1917 وإنشاء الاتحاد السوفيتي بدأت تزداد الضغوط على إسبانيا من قبل القوى الشيوعية مما أدى لاندلاع الحرب الأهلية الإسبانية. بعد نهاية الحرب الأهلية وسيطرة الجنرال فرانثيسكو فرانكو على الحكم ساءت العلاقات بين البلدين بسبب إتهام إسبانيا للإتحاد السوفيتي بدعمها أنذاك للقوى اليسارية ولحكومة مانويل أثانيا وقد فضل مناصري فرانكو القوميين الدخول مع دول المحور أثناء الحرب العالمية الثانية لأجل محاربة الشيوعيين. استمرت العلاقات شبه مقطوعة بين البلدين إلى أن إستلم نيكيتا خروتشوف رئاسة الاتحاد السوفيتي في سنة 1963 وألذي فضل سياسة الانفتاح، حيث عاد البلدين لفتح السفارات بينهم في سنة 1969، كما عاد التبادل التجاري بين البلدين. بعد وفاة فرانشسكو فرانكو في سنة 1975 توسعت العلاقات بشكل أكبر وقد تم توقيع إتفاقيات أخرى بين البلدين، لكنها عادت إلى التوتر مرة أخرى حينما فضل الملك الإسباني خوان كارلوس الأول انضمام بلاده إلى حلف الناتو والوقوف مع الجبهة الغربية وكذلك دخوله إلى السوق الأوروبية المشتركة. بعد تفكك الاتحاد السوفيتي وإنشاء جمهورية روسيا الإتحادية في سنة 1991 تطورت العلاقات بين البلدين مما أزال التوتر بينهما. في سنة 1994 أصبح الرئيس الروسي بوريس يلتسن أول قائد لروسيا يزور إسبانيا، وفي سنة 2002 أصبح الملك خوان كارلوس أول قائد إسباني يزور روسيا. في سنة 2000 وقعت إسبانيا عقود جديدة لأجل إستيراد النفط ومشتقاته من روسيا. وبسبب اهتمام إسبانيا المتزايد بالنفط قررت إسبانيا فتح أراضيها لشركات التنقيب الروسية، كذلك قررت روسيا مد أنابيب الغاز إلى إسبانيا ومباشرةً من حقل غاز ستوخمان.

## معرض صور

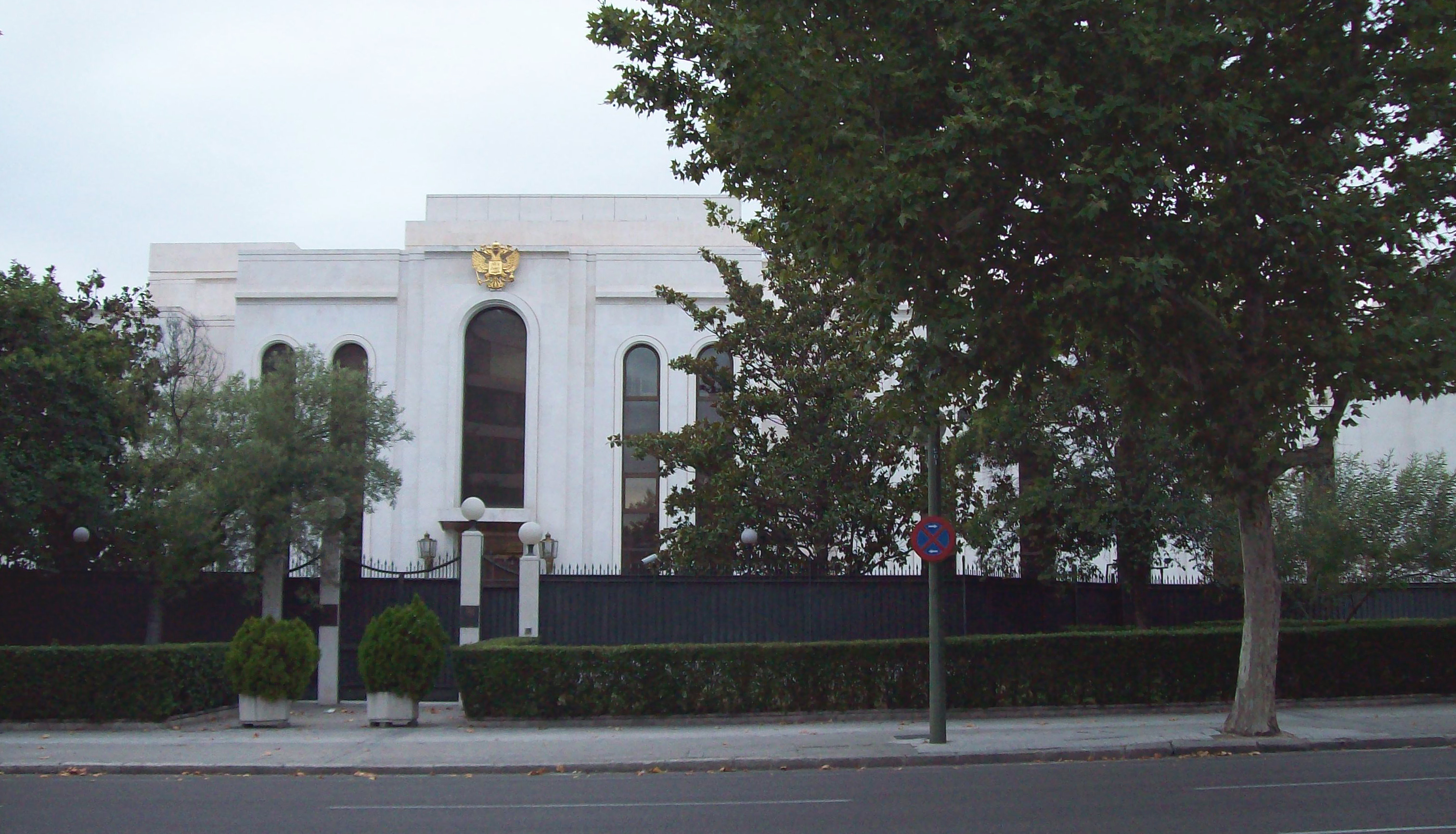
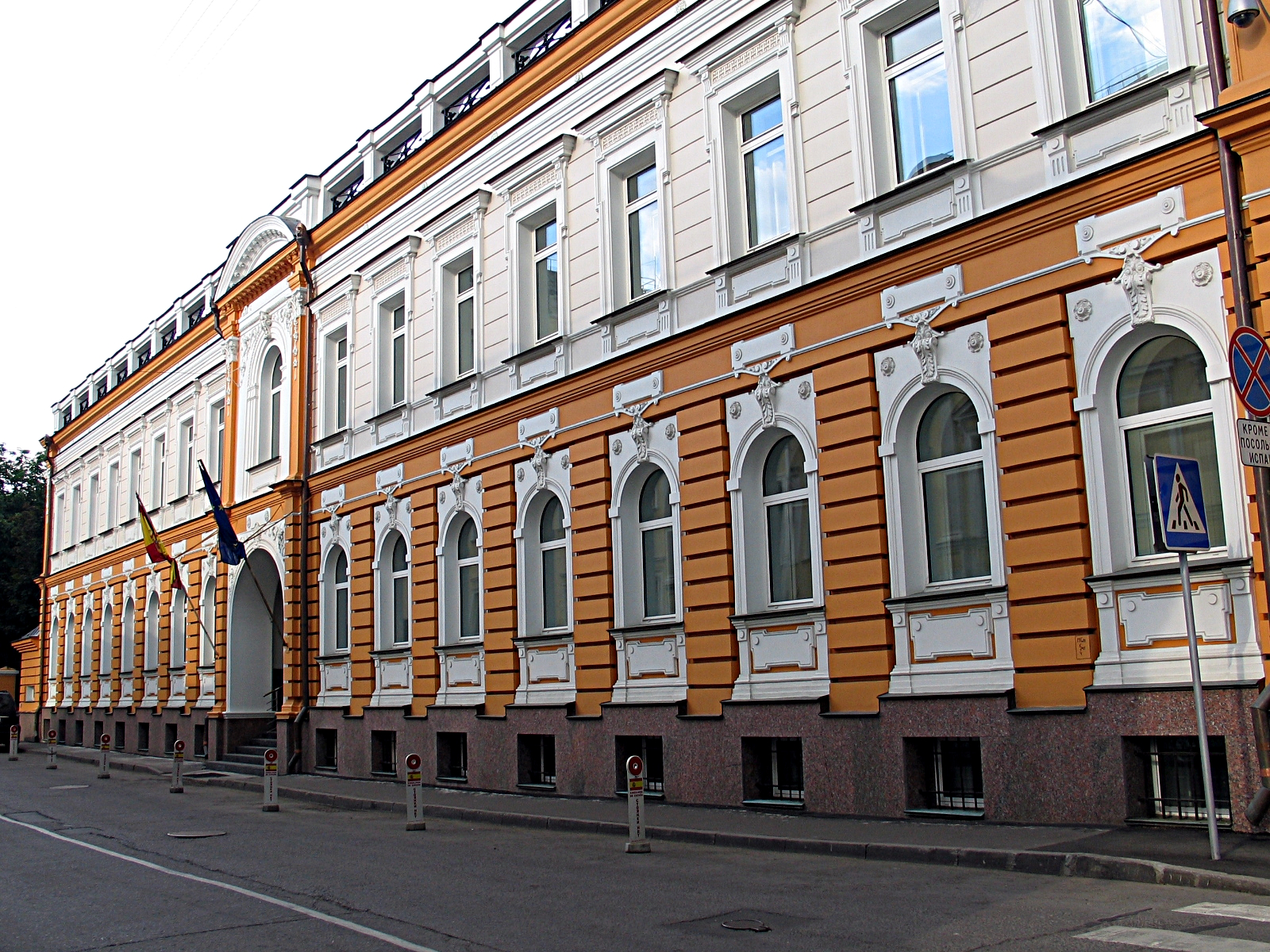
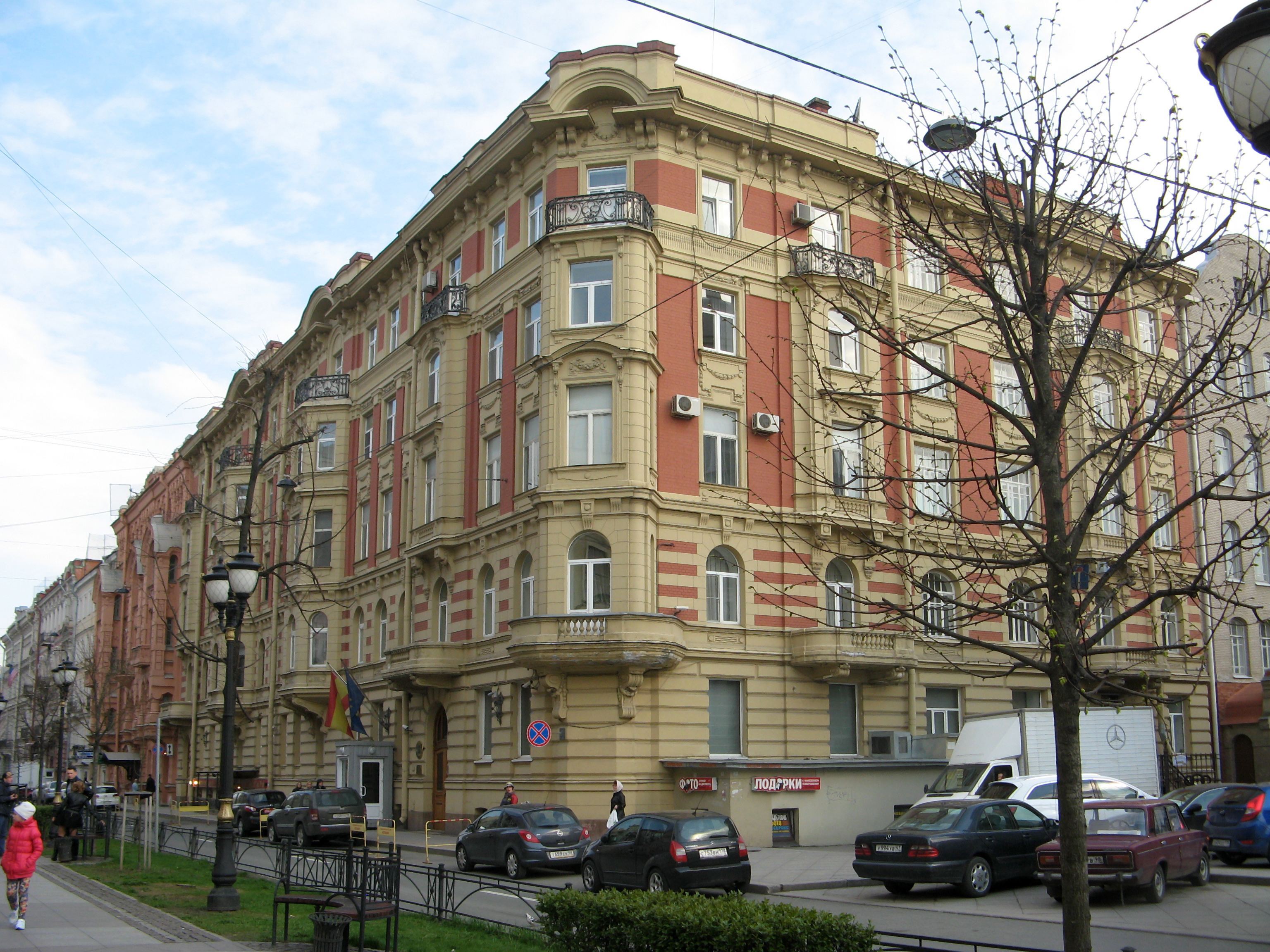